# Castelnau-sur-Gupie
Castelnau-sur-Gupie (okzitanisch Castèthnau de Gupia) ist ein Ort und eine aus mehreren Weilern und Einzelgehöften bestehende Gemeinde mit 914 Einwohnern (Stand: 1. Januar 2022) im südfranzösischen Département Lot-et-Garonne in der Region Nouvelle-Aquitaine.

## Lage
Der Ort Castelnau-sur-Gupie liegt auf dem Nordufer des Flüsschens Gupie etwa acht Kilometer nördlich von Marmande in einer Höhe von ca. 43 m ü. d. M. Das Klima ist mild und wird in hohem Maße vom Atlantik bestimmt; Regen fällt übers ganze Jahr verteilt.

## Bevölkerungsentwicklung
| Jahr      | 1800 | 1851 | 1901 | 1954 | 1999 | 2018 |
| Einwohner | 647  | 855  | 702  | 527  | 681  | 892  |

Die Reblauskrise im Weinbau und der Verlust von Arbeitsplätzen durch die Mechanisierung der Landwirtschaft haben in der ersten Hälfte des 20. Jahrhunderts zu einem kontinuierlichen Bevölkerungsrückgang geführt, der sich jedoch seit den 1990er Jahren wieder umgekehrt hat.

## Wirtschaft
Die Bewohner der Gemeinde lebten jahrhundertelang als Selbstversorger von den Erträgen ihrer Felder und Gärten; daneben wurden auch Viehzucht und Weinbau betrieben. Im Ort selbst siedelten Handwerker, Kleinhändler und Dienstleister. Seit den 1960er Jahren werden einige der leerstehenden Häuser, aber auch Neubauten, als Ferienwohnungen (gîtes) genutzt. Die Gemeinde gehört seit 1990
zum Weinbaugebiet Côtes du Marmandais.

## Geschichte
Die Region war schon in der Antike besiedelt; die Römer brachten wahrscheinlich auch den Wein hierher.
Im Mittelalter war das Gebiet zwischen England und Frankreich umstritten und wurde erst nach dem Ende des Hundertjährigen Krieges (1337–1453) endgültig französisch. Später gehörte das Gebiet zur historischen Provinz des Agenais.

## Sehenswürdigkeiten
- Die inmitten des Friedhofs stehende Kirche Saint-Front ist dem hl. Fronto von Périgueux geweiht und entstand aus nur wenig behauenen Steinen im 13. Jahrhundert an der Stelle einer ehemaligen Kommende des Templerordens; im 15. Jahrhundert wurde sie vergrößert. Der Kirchenbau zeigt einfache gotische Maßwerkfenster an Apsis und Langhaus. Der hohe Glockenturm mit durchbrochenem steinernen Spitzhelm entstand im 19. Jahrhundert anstelle eines abgerissenen Glockengiebels.
- Die auf Holzstützen mit gemauerten Sockeln ruhende Markthalle (halle) entstand im Jahr 1880.
- Am Ortsrand befinden sich zwei überdachte Waschplätze (lavoirs).